# Terminiers
Terminiers ist eine französische Gemeinde mit 881 Einwohnern (Stand: 1. Januar 2022) im Département Eure-et-Loir in der Region Centre-Val de Loire. Sie gehört zum Arrondissement Châteaudun und ist Mitglied im Gemeindeverband Communauté de communes Cœur de Beauce. Die Einwohner werden Terminéens und Terminéennes genannt.

## Geographie
Terminiers liegt etwa 23 Kilometer nordnordwestlich von Orléans. Umgeben wird Terminiers von Nachbargemeinden Loigny-la-Bataille im Norden und Nordosten, Lumeau im Osten, Sougy im Südosten, Rouvray-Sainte-Croix im Süden, Patay im Süden und Südwesten sowie Guillonville im Westen.

## Geschichte
Am 1. Dezember 1870 fand hier das Gefecht bei Villepion statt, bei dem es den französischen Truppen gelang, das I. Bayerische Armee-Korps zurückzuschlagen.

## Bevölkerungsentwicklung
| Jahr                       | 1962 | 1968 | 1975 | 1982 | 1990 | 1999 | 2006 | 2013 | 2020 |
| Einwohner                  | 904  | 865  | 831  | 762  | 835  | 917  | 955  | 941  | 802  |
| Quellen: Cassini und INSEE |      |      |      |      |      |      |      |      |      |

## Sehenswürdigkeiten
- Kirche Saint-Liphard
- Schloss Villepion, seit 1984 Monument historique

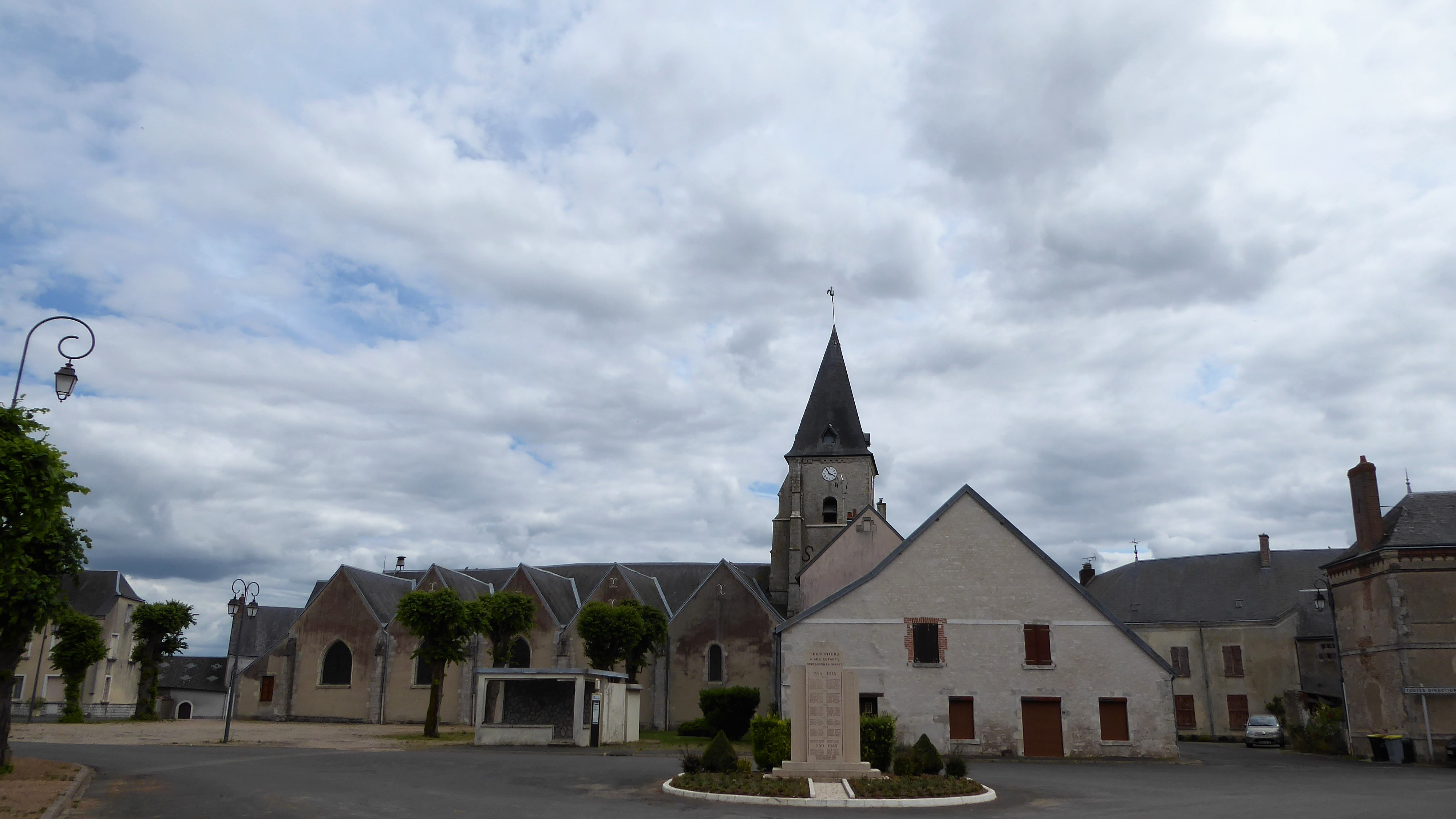
Kirche Saint-Liphard und Gefallenendenkmal
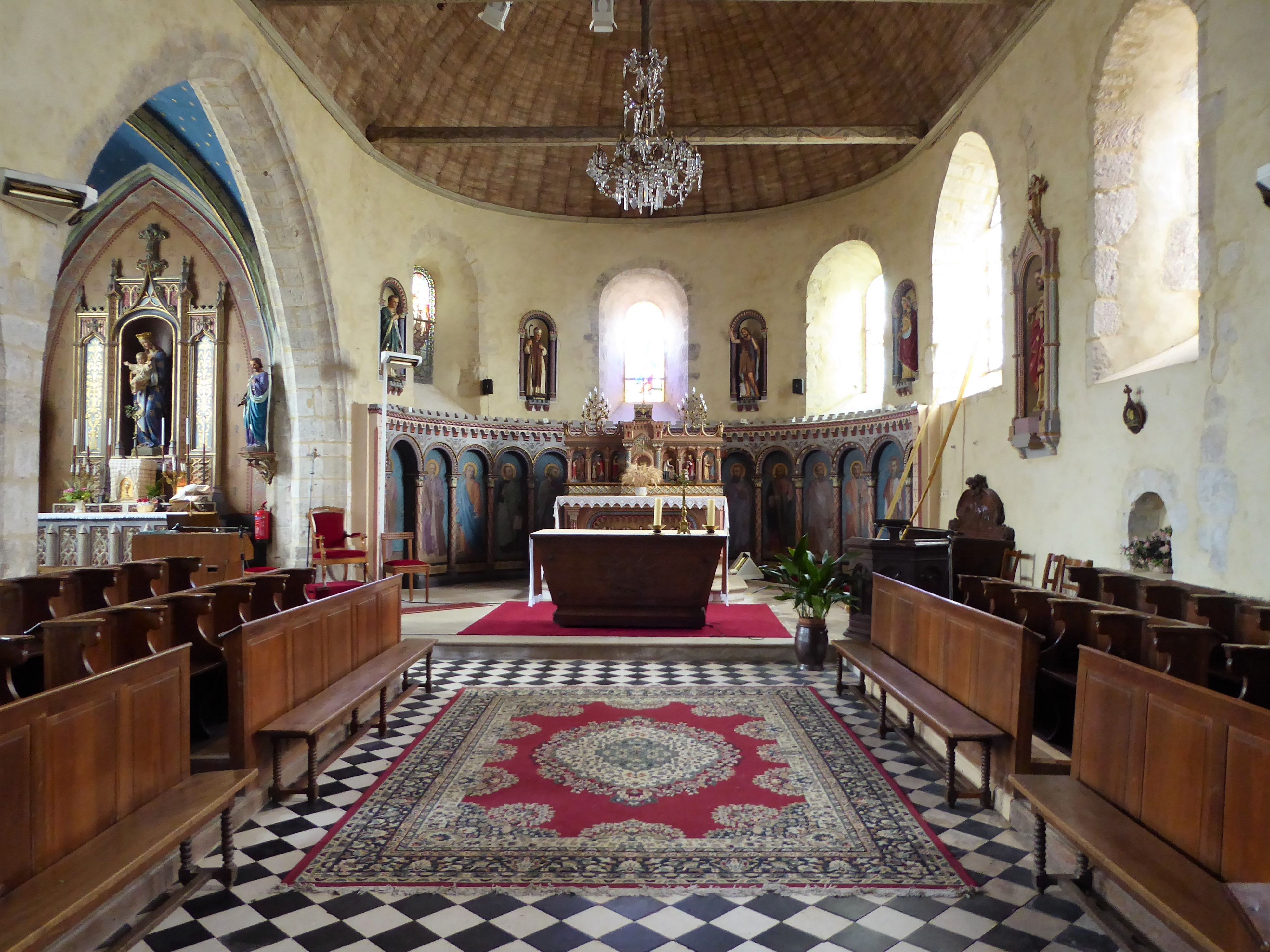
Innenansicht der Kirche Saint-Liphard
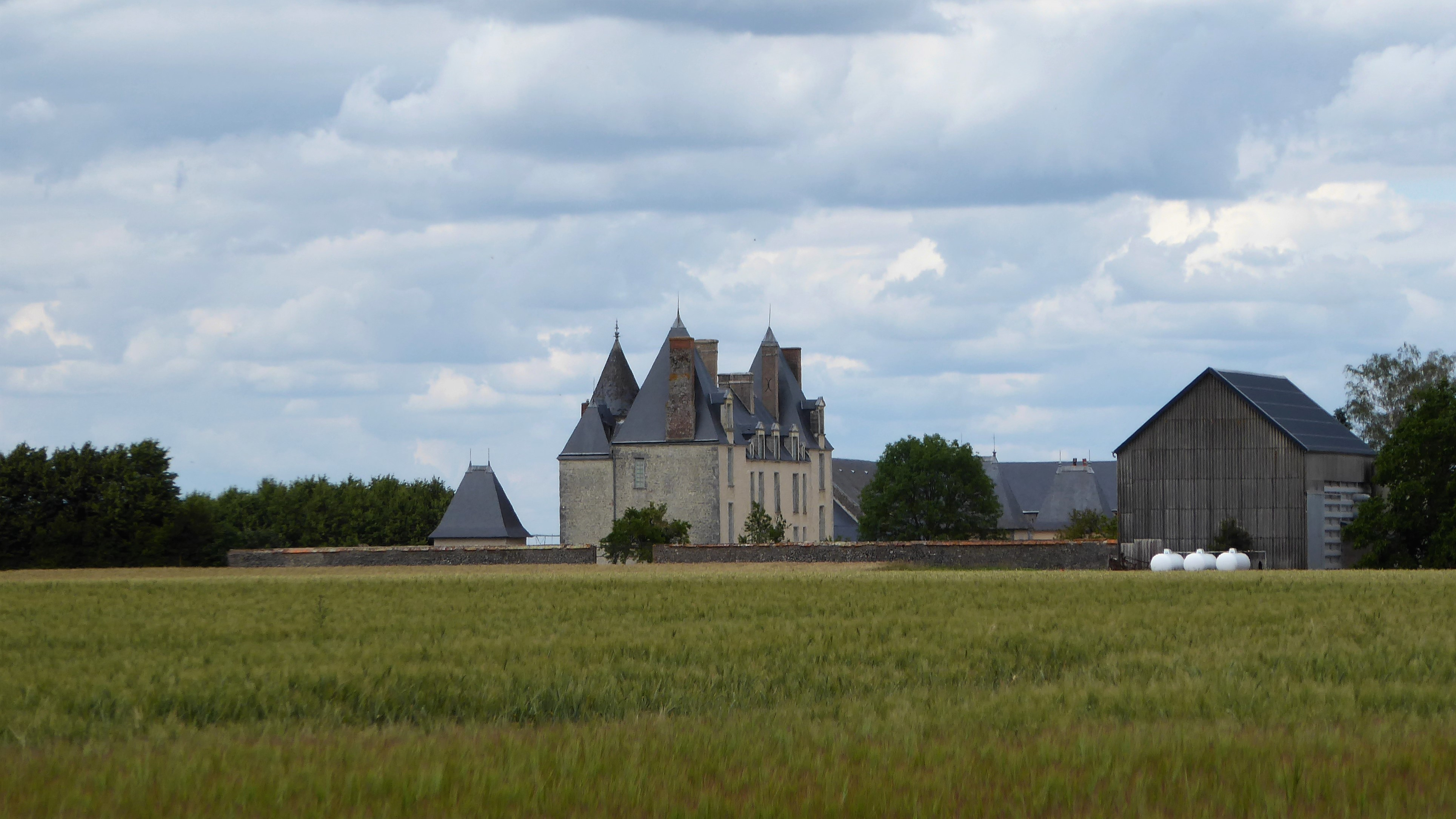
Schloss Villepion
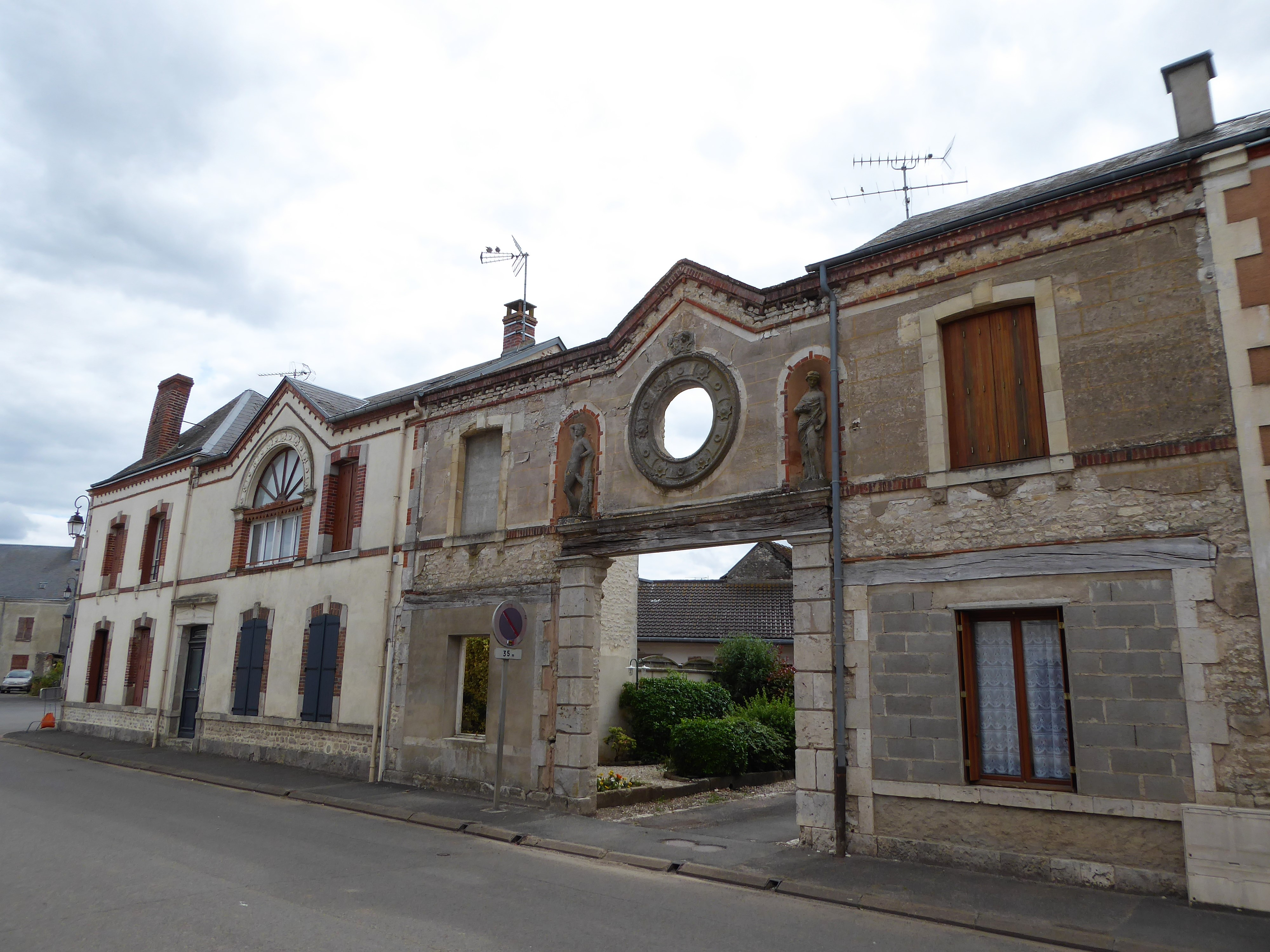
Häuserensemble in der Rue Chanzy aus dem Jahr 1866
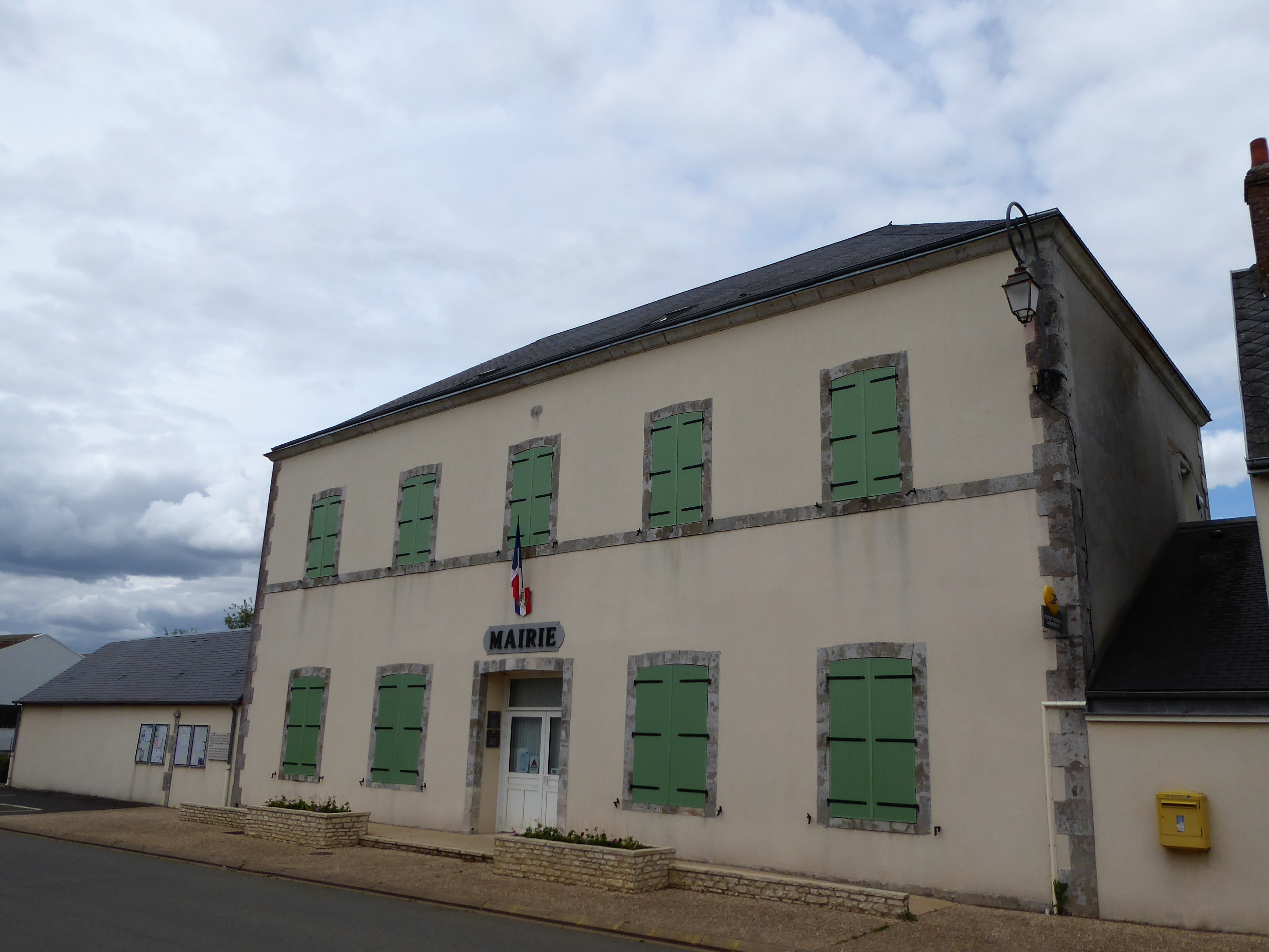
Rathaus Terminiers